# 1242年
| 千纪： | 2千纪 |
| 世纪： | 12世纪 \| 13世纪 \| 14世纪                                                                                 |
| 年代： | 1210年代 \| 1220年代 \| 1230年代 \| 1240年代 \| 1250年代 \| 1260年代 \| 1270年代                           |
| 年份： | 1237年 \| 1238年 \| 1239年 \| 1240年 \| 1241年 \| 1242年 \| 1243年 \| 1244年 \| 1245年 \| 1246年 \| 1247年 |
| 纪年： | 壬寅年（虎年）；大理道隆四年；蒙古昭慈后（称制）元年；南宋淳祐二年；越南天應政平十一年；日本仁治三年       |

## 大事记
- 元太宗窝阔台的第六皇后乃真皇后開始臨朝稱制直到1246年。
- 拔都在薩萊（今伏爾加河下游阿斯特拉罕附近）定都，正式建立金帳汗國。
- 金帳汗國拔都汗封全羅斯大公銜予弗拉基米爾-蘇茲達爾大公亞歷山大·雅羅斯拉維奇·涅夫斯基，以其為名義上的羅斯各公之長。
- 4月5日——亚历山大·涅夫斯基在距爱沙尼亚边境附近的楚德湖冰面上决定性地击败了条顿骑士团。这一战常被称作“冰上之战”。
- 北條經時繼任鎌倉幕府第四代執權。

## 逝世
- 7月14日——北條泰時，鎌倉幕府第三代執權。
- 察合台，察合台汗國的建立者，成吉思汗的次子（另一說1241年逝世）。